# К-564 «Архангельск»
К-564 «Архангельск» — российская многоцелевая атомная подводная лодка 4-го поколения. Четвёртый корабль проекта 885М «Ясень-М», третья атомная подводная лодка, названная в честь города Архангельска.

## История строительства
Заложен 19 марта 2015 года под заводским номером 164 на предприятии «Севмаш» в Северодвинске. Имя передано от АПЛ ТК-17 «Архангельск» проекта 941 «Акула». Экипаж К-564 формировался в 2020 году на базе 11-й дивизии подводных лодок, в 2021 году планировалось обучение экипажа в Учебном центре ВМФ с последующим участием в достройке корабля.
К-564 спущен на воду 29 ноября 2023 года. 17 марта 2024 года произведён физический пуск ядерного реактора, 11 июня 2024 года корабль начал заводские ходовые испытания с планами на вступление в состав СФ ВМФ до конца года. 27 декабря 2024 года вступил в строй.

## История службы

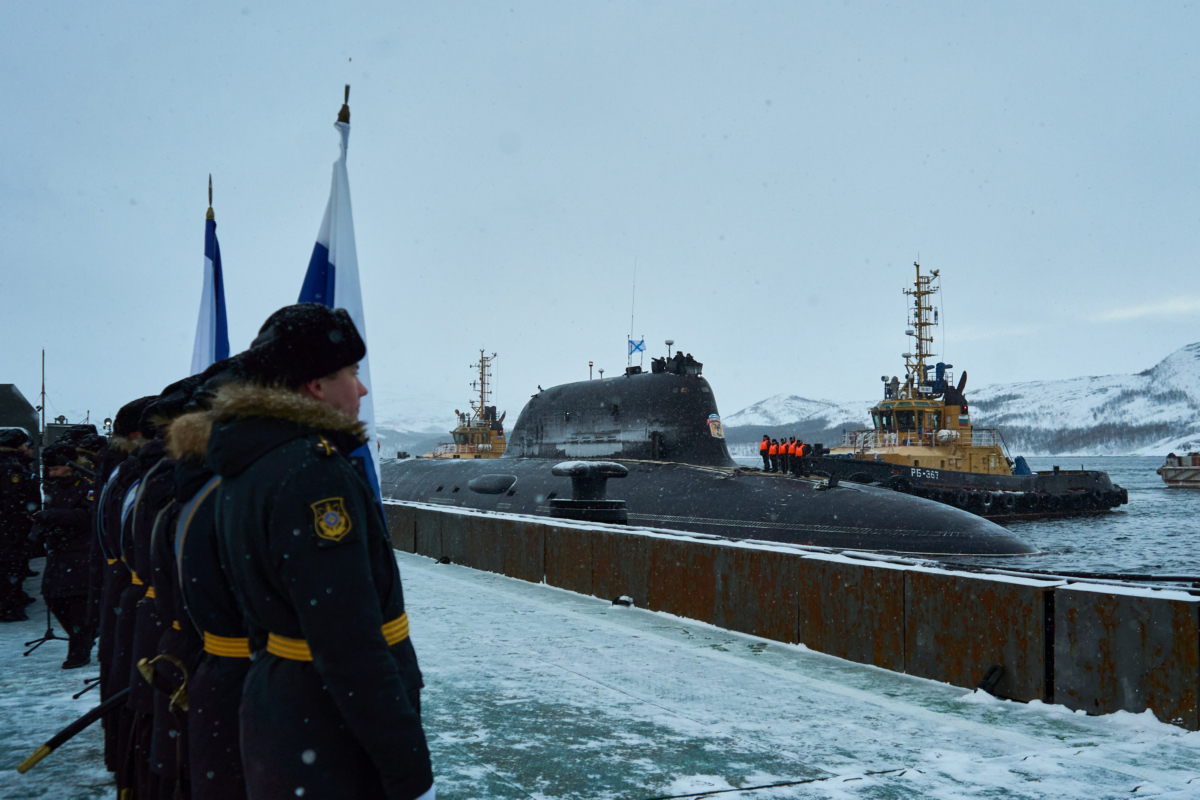
Прибытие К-564 к месту постоянного базирования, январь 2025

По состоянию на 2025 год входит в состав Северного флота ВМФ России, в строю 11-й дивизии подводных лодок с базированием на Западную Лицу. 24 января 2025 года прибыл к месту постоянного базирования, готовится ко входу в состав сил постоянной готовности.
27 марта 2025 года АПЛ посетил Владимир Путин в сопровождении своего помощника Алексея Дюмина и Главкома ВМФ Александра Моисеева.

## Командиры
- капитан 1 ранга Гладков Александр Сергеевич (с 2023)